# 11-Dehidrotromboksan B2
11-dehidrotromboksan B2 (11-dehidro-TXB2) se formira razlaganjem tromboksana A2. Njega otpušataju aktivirani trombociti. Urinski nivoi 11-dehidro-TXB2 se mogu koristiti za praćenje responsa na terapiju aspirinom, kad se koristi za sprečavanje srčane bolesti, kao i bolesti kod kojih je prominentna aktivacija trombocita.